# Let's Rock the House
Let's Rock the House è il secondo singolo estratto dall'album No Relations della cantautrice e ballerina statunitense LaToya Jackson. Fu pubblicato nel 1992.
Uscì nei formati 12" e CD con remix dance vari come seguito del singolo Sexbox.

## Tracce
1. Let's Rock the House (Album Version)
2. Let's Rock the House (Radio Mix)
3. Let's Rock the House (DigiTrax Mix)
4. Let's Rock the House (Electrochic Mix)
5. Let's Rock the House (J. Jordan Dub)